# Matthew Rusike
Tyrell Matthew Benjamin Rusike (Harare, 28 de junho de 1990) é um futebolista profissional zimbabuano que atua como meia.

## Carreira
Matthew Rusike representou o elenco da Seleção Zimbabuense de Futebol no Campeonato Africano das Nações de 2017.